# كأس العرب للأندية الأبطال 2019–20
كأس العرب للأندية الأبطال 2019–20 (سميت هذه النسخة رسميا باسم كأس محمد السادس للأندية الأبطال 2019–20) هي النسخة التاسعة والعشرين من مسابقة الأندية العربية بمسماها «كأس العرب للأندية الأبطال» بتنظيم الاتحاد العربي لكرة القدم. تعتبر هذه النسخة هي الثانية من البطولة بمسماها الجديد، كأس العرب للأندية الأبطال. حامل اللقب هو النجم الرياضي الساحلي التونسي، لكنه أقصي في الدور الأول من هذه النسخة على يد شباب الأردن.
توقفت البطولة عند حدود الدور نصف النهائي بسبب جائحة كوفيد-19 في شهر مارس، لتستأنف بعد 9 أشهر بإقامة ما تبقى من المباريات.

## خلفية
بدأت البطولة العربية في ثمانينات القرن العشرين، ثم توقفت وعادت مرة أخرى في التسعينيات، وتباين اسمها بين «البطولة العربية أبطال الكؤوس» و «بطولة النخبة العربية» قبل أن تتوقف مرة أخرى. وفي عام 2003، عادت البطولة مرة أخرى قبل توقفها لآخر مرة عام 2013.

## النقل التلفزيوني
بداية من دور الـ32، فقد تم بث جميع المباريات على مجموعة قنوات أبوظبي الرياضية، بعد فوزها بحقوق البث الحصرية من الاتحاد العربي لكرة القدم.
| الدولة                   | القناة                                             |
| ------------------------ | -------------------------------------------------- |
| الإمارات العربية المتحدة | أبوظبي الرياضية (ابتداءً من دور الــ32 حتى النهائي) |

## روزنامة البطولة
الجدول التالي يبين روزنامة البطولة:
| الدور             | تاريخ القرعة  | مباراة الذهاب                  | مباراة الإياب             |
| ----------------- | ------------- | ------------------------------ | ------------------------- |
| الأدوار التأهيلية | 27 يوليو 2019 | 18–25 أغسطس 2019               | 18–25 أغسطس 2019          |
| الدور الأول       | 27 يوليو 2019 | 20 أغسطس – 24 سبتمبر 2019      | 30 أغسطس – 3 أكتوبر 2019  |
| الدور الثاني      | 5 أكتوبر 2019 | 23 أكتوبر – 8 نوفمبر 2019      | 4 نوفمبر – 16 ديسمبر 2019 |
| ربع النهائي       | 4 ديسمبر 2019 | 23 ديسمبر 2019 – 15 يناير 2020 | 20 يناير – 15 فبراير 2020 |
| نصف النهائي       | 4 ديسمبر 2019 | 16 فبراير – 2 ديسمبر 2020      | 4 يناير – 11 يناير 2021   |
| النهائي           | 4 ديسمبر 2019 | 21 أغسطس 2021                  | 21 أغسطس 2021             |

## الفرق المشاركة
يشارك في البطولة ما مجموعه 38 فريقاً؛ 19 من أسيا و 19 من أفريقيا. تبدأ 8 فرق البطولة بلعب دور تمهيدي، ليتأهل اثنان منهم لدور 32. ابتداءً من هذا الدور، تلعب البطولة على شكل مواجهات ذهاب وإياب بنظام خروج المغلوب، حتى النهائي الذي يلعب من مباراة واحدة في المغرب.
| مشاركات الاتحادات العربية | مشاركات الاتحادات العربية  |
| ------------------------- | -------------------------- |
|                           | البطولة النهائية           |
|                           | مقاعد في الأدوار التمهيدية |
|                           | لم تشارك                   |

| الدولة                   | الفريق                   | مركز الفريق في الدوري موسم 2018–19     |
| المشاركين في الدور الأول | المشاركين في الدور الأول | المشاركين في الدور الأول               |
| ------------------------ | ------------------------ | -------------------------------------- |
| تونس                     | الترجي                   | بطل البطولة التونسية 2018–19           |
| تونس                     | النجم الساحلي            | وصيف البطولة التونسية 2018–19          |
| الجزائر                  | مولودية الجزائر          | سادس الرابطة الجزائرية الأولى 2018–19  |
| الجزائر                  | شباب قسنطينة             | سابع الرابطة الجزائرية الأولى 2018–19  |
| مصر                      | الإسماعيلي               | سابع الدوري المصري الممتاز 2018–19     |
| مصر                      | نادي الاتحاد السكندري    | حادي عشر الدوري المصري الممتاز 2018–19 |
| المغرب                   | الوداد الرياضي           | بطل الدوري المغربي لكرة القدم 2018–19  |
| المغرب                   | الرجاء الرياضي           | وصيف الدوري المغربي لكرة القدم 2018–19 |
| المغرب                   | أولمبيك أسفي             | رابع الدوري المغربي لكرة القدم 2018–19 |
| ليبيا                    | أهلي بنغازي              | وصيف دوري الدرجة الأولى الليبي 2017–18 |
| السودان                  | الهلال                   | وصيف الدوري السوداني الممتاز 2018–19   |
| موريتانيا                | نواذيبو                  | بطل الدوري الموريتاني الممتاز 2018–19  |
| الدور التمهيدي           |                          |                                        |
| تونس                     | النادي البنزرتي          | سادس البطولة التونسية 2018–19          |
| الجزائر                  | شبيبة الساورة            | رابع الرابطة الجزائرية الأولى 2018–19  |
| المغرب                   | اتحاد طنجة               | خامس الدوري المغربي لكرة القدم 2018–19 |
| جزر القمر                | فومبوني                  | بطل دوري جزر القمر الممتاز 2019        |
| جيبوتي                   | جيبوتي تيليكوم           | ثالث دوري جيبوتي الممتاز 2018–19       |
| الصومل                   | هورسيد                   | وصيف الدوري الصومالي الممتاز 2019      |

| الدولة                   | الفريق                   | مركز الفريق في الدوري موسم 2018–19   |
| المشاركين في الدور الأول | المشاركين في الدور الأول | المشاركين في الدور الأول             |
| ------------------------ | ------------------------ | ------------------------------------ |
| السعودية                 | الشباب                   | خامس الدوري السعودي 2018–19          |
| السعودية                 | اتحاد جدة                | عاشر الدوري السعودي 2018–19          |
| الإمارات                 | الجزيرة                  | خامس دوري الخليج العربي 2018–19      |
| الإمارات                 | الوصل                    | تاسع دوري الخليج العربي 2018–19      |
| البحرين                  | المحرق                   | الثالث الدوري البحريني 2018–19       |
| العراق                   | الشرطة                   | بطل الدوري العراقي 2018–19           |
| العراق                   | القوة الجوية             | وصيف الدوري العراقي 2018–19          |
| الكويت                   | الكويت                   | بطل الدوري الكويتي 2018–19           |
| الكويت                   | السالمية                 | ثالث الدوري الكويتي 2018–19          |
| الكويت                   | العربي                   | خامس الدوري الكويتي 2018–19          |
| لبنان                    | العهد                    | بطل الدوري اللبناني الممتاز 2018–19  |
| لبنان                    | النجمة                   | ثالث الدوري اللبناني الممتاز 2018–19 |
| عمان                     | ظفار                     | بطل الدوري العماني 2018–19           |
| عمان                     | النصر                    | وصيف الدوري العماني 2018–19          |
| الأردن                   | شباب                     | رابع الدوري الأردني 2018-19          |
| سوريا                    | الجيش                    | بطل الدوري السوري 2018–19            |
| فلسطين                   | هلال القدس               | بطل دوري الضفة الغربية 2018–19       |
| الدور التمهيدي           |                          |                                      |
| العراق                   | الزوراء                  | ثالث الدوري العراقي 2018–19          |
| البحرين                  | الرفاع                   | بطل الدوري البحريني 2018–19          |
| بدون مشاركات             |                          |                                      |
| قطر                      |                          |                                      |
| اليمن                    |                          |                                      |

1. ↑  النجم الرياضي الساحلي التونسي هو حامل اللقب
2. ↑  قطر لم تقم بمشاركة فرقها بسبب كثافة الرزنامة.
3. ↑  اليمن لم تشارك بسبب وقف الاتحاد الدولي لكرة القدم لنشاط كرة القدم بالبلاد.

## الدور التمهيدي

### المجموعة 1
| م | الفريق     | لعب | ف | ت | خ | أ.له | أ.ع | أ.ف | نقاط | التأهل                |
| - | ---------- | --- | - | - | - | ---- | --- | --- | ---- | --------------------- |
| 1 | الرفاع     | 3   | 3 | 0 | 0 | 8    | 0   | +8  | 9    | يتقدم إلى الدور الأول |
| 2 | اتحاد طنجة | 3   | 2 | 0 | 1 | 9    | 3   | +6  | 6    |                       |
| 3 | الزوراء    | 3   | 1 | 0 | 2 | 2    | 4   | −2  | 3    |                       |
| 4 | هورسيد     | 3   | 0 | 0 | 3 | 1    | 13  | −12 | 0    |                       |

### المجموعة 2
| م | الفريق          | لعب | ف | ت | خ | أ.له | أ.ع | أ.ف | نقاط | التأهل                |
| - | --------------- | --- | - | - | - | ---- | --- | --- | ---- | --------------------- |
| 1 | شبيبة الساورة   | 3   | 3 | 0 | 0 | 7    | 0   | +7  | 9    | ينتقل إلى الدور الأول |
| 2 | النادي البنزرتي | 3   | 2 | 0 | 1 | 10   | 1   | +9  | 6    |                       |
| 3 | جيبوتي تيليكوم  | 3   | 1 | 0 | 2 | 3    | 6   | −3  | 3    |                       |
| 4 | فومبوني         | 3   | 0 | 0 | 3 | 2    | 15  | −13 | 0    |                       |

## البطولة النهائية

### الدور الأول
| الفريق الأول    | إجم.      | الفريق الثاني    | مباراة الذهاب | مباراة الإياب |
| --------------- | --------- | ---------------- | ------------- | ------------- |
| القوة الجوية    | 4–2       | السالمية         | 3–1           | 1–1           |
| شباب الأردن     | 3–1       | النجم الساحلي    | 2–1           | 1–0           |
| الجيش           | 1–2       | نواذيبو          | 1–1           | 0–1           |
| المريخ          | 1–3       | الوداد الرياضي   | 1–1           | 0–2           |
| الإسماعيلي      | 4–3       | أهلي بنغازي      | 4–2           | 0–1           |
| النصر           | 1–4       | الجزيرة          | 0–1           | 1–3           |
| الوصل           | 3–2       | الهلال           | 2–0           | 1–2           |
| العربي          | 0–3       | الاتحاد السكندري | 0–1           | 0–2           |
| أولمبيك أسفي    | 2–1       | الرفاع           | 1–1           | 1–0           |
| النجمة          | 1–3       | الترجي الرياضي   | 1–1           | 0–2           |
| مولودية الجزائر | 2–1       | ظفار             | 1–0           | 1–1           |
| الكويت          | 3–3 (أ.خ) | الشرطة           | 3–1           | 0–2           |
| الرجاء الرياضي  | 3–0       | هلال القدس       | 1–0           | 2–0           |
| شبيبة الساورة   | 1–5       | الشباب           | 1–3           | 0–2           |
| شباب قسنطينة    | 3–3 (أ.خ) | المحرق           | 3–1           | 0–2           |
| الاتحاد         | 3–0       | العهد            | 3–0           | 0–0           |

ملاحظات
1. ↑  تم استبدال ترتيب مبارتي الذهاب والإياب بعد القرعة الأصلية.

| القوة الجوية                       | 3–1   | السالمية            |
| ---------------------------------- | ----- | ------------------- |
| - ميداني 45' - بايش 47' - جبار 60' | تقرير | - العنزي 8' (ركلة.) |

| السالمية   | 1–1   | القوة الجوية |
| ---------- | ----- | ------------ |
| الفنيني 7' | تقرير | قاسم 51'     |

تأهل القوة الجوية العراقي بعد تفوقه على السالمية الكويتي في مجموع المبارتين 4–2.
| شباب الأردن             | 2–1   | النجم الساحلي |
| ----------------------- | ----- | ------------- |
| - النبر 34' - مصطفى 53' | تقرير | - الجمل 50'   |

| النجم الساحلي | 0–1   | شباب الأردن |
| ------------- | ----- | ----------- |
|               | تقرير | خالد 49'    |

تأهل شباب الأردن على حساب النجم الساحلي التونسي بمجموع المبارتين 3–1.
| الجيش       | 1–1   | نواذيبو             |
| ----------- | ----- | ------------------- |
| - كروما 15' | تقرير | - الحموي 67' (ه.ذ.) |

| نواذيبو | 1–0   | الجيش |
| ------- | ----- | ----- |
| سي 19'  | تقرير |       |

تأهل نواذيبو الموريتاني على حساب الجيش السوري بعد تفوقه عليه بمجموع المبارتين 2–1.
| المريخ             | 1–1   | الوداد الرياضي         |
| ------------------ | ----- | ---------------------- |
| - الكرتي 4' (ه.ذ.) | تقرير | - الناهيري 45' (ركلة.) |

| الوداد الرياضي              | 2–0   | المريخ |
| --------------------------- | ----- | ------ |
| - السعيدي 63' - العلمود 76' | تقرير |        |

تأهل الوداد الرياضي المغربي على حساب المريخ السوداني بعد تفوقه عليه في مجموع المبارتين 3–1.
| الإسماعيلي                                   | 4–2   | أهلي بنغازي                |
| -------------------------------------------- | ----- | -------------------------- |
| - عبد الحكيم 4'، 21' - مدبولي 33' - مجدي 87' | تقرير | - بن عمران 29' - دافيد 63' |

| أهلي بنغازي | 1–0   | الإسماعيلي |
| ----------- | ----- | ---------- |
| بوعقيلة 83' | تقرير |            |

تأهل الإسماعيلي المصري على حساب أهلي بنغازي الليبي بعد تفوقه عليه بمجموع المبارتين 4–3.
| النصر | 0–1   | الجزيرة     |
| ----- | ----- | ----------- |
|       | تقرير | العامري 22' |

| الجزيرة                     | 3–1   | النصر    |
| --------------------------- | ----- | -------- |
| العامري 7'، 67' · باتنا 82' | تقرير | خصيب 45' |

تأهل الجزيرة الإماراتي بعد تفوقه على النصر العماني بمجموع المبارتين 4–1.
| الوصل                    | 2–0   | الهلال |
| ------------------------ | ----- | ------ |
| - دي ليما 30' - صالح 83' | تقرير |        |

| الهلال          | 2–1   | الوصل         |
| --------------- | ----- | ------------- |
| - بخيت 12'، 79' | تقرير | - دي ليما 87' |

تأهل الوصل الإماراتي للدور المقبل بعد تفوقه على الهلال السوداني بمجموع المبارتين 3–2.
| العربي | 0–1   | الاتحاد السكندري  |
| ------ | ----- | ----------------- |
|        | تقرير | - قمر 49' (ركلة.) |

| الاتحاد السكندري      | 2–0   | العربي |
| --------------------- | ----- | ------ |
| - قمر 17' - سيسيه 80' | تقرير |        |

تأهل الاتحاد السكندري المصري على حساب العربي الكويتي بعد تفوقه عليه في مجموع المبارتين 3–0.
| أولمبيك أسفي | 1–1   | الرفاع            |
| ------------ | ----- | ----------------- |
| بوا 2'       | تقرير | الناجي 73' (ه.ذ.) |

| الرفاع | 0–1   | أولمبيك أسفي |
| ------ | ----- | ------------ |
|        | تقرير | بوا 86'      |

تأهل أولمبيك أسفي المغربي على حساب الرفاع البحريني بعد تفوقه عليه في مجموع المبارتين 2–1.
| النجمة       | 1–1   | الترجي الرياضي |
| ------------ | ----- | -------------- |
| - الهذلي 69' | تقرير | - بدران 90+2'  |

| الترجي الرياضي   | 2–0   | النجمة |
| ---------------- | ----- | ------ |
| الخنيسي 20'، 79' | تقرير |        |

تأهل الترجي الرياضي التونسي على حساب النجمة اللبناني بعد تفوقه عليه في مجموع المبارتين 3–1.
| مولودية الجزائر | 1–0   | ظفار |
| --------------- | ----- | ---- |
| - عزي 59'       | تقرير |      |

| ظفار           | 1–1   | مولودية الجزائر |
| -------------- | ----- | --------------- |
| - المقبالي 61' | تقرير | - نقاش 75'      |

تأهل مولودية الجزائر على حساب ظفار العماني بعد تفوقه عليه في مجموع المبارتين 2–1.
| الكويت                                      | 3–1   | الشرطة       |
| ------------------------------------------- | ----- | ------------ |
| - ناصر 4' (ركلة.) - كالديرون 30' - زايد 85' | تقرير | - حسين 45+1' |

| الشرطة              | 2–0   | الكويت |
| ------------------- | ----- | ------ |
| - مابوكو 79'، 90+5' | تقرير |        |

تأهل الشرطة العراقي على حساب الكويت الكويتي بتفوقه عليه بالأهداف الخارجية بعد تعادلهما في مجموع المبارتين 3–3.
| الرجاء الرياضي      | 1–0   | هلال القدس |
| ------------------- | ----- | ---------- |
| - متولي 12' (ركلة.) | تقرير |            |

| هلال القدس | 0–2   | الرجاء الرياضي          |
| ---------- | ----- | ----------------------- |
|            | تقرير | - نغوما 47' - ناناح 82' |

تأهل الرجاء الرياضي المغربي على حساب هلال القدس الفلسطيني بعد تفوقه عليه في مجموع المبارتين 3–0.
| شبيبة الساورة | 1–3   | الشباب                                 |
| ------------- | ----- | -------------------------------------- |
| - شريف 14'    | تقرير | - سيبا 62' - الحمدان 66' - أسبريلا 68' |

| الشباب                       | 2–0   | شبيبة الساورة |
| ---------------------------- | ----- | ------------- |
| - الحمدان 71' - السهلاوي 84' | تقرير |               |

تأهل الشباب السعودي على حساب شبيبة الساورة الجزائري بعد تفوقه عليه في مجموع المبارتين 5–1.
| شباب قسنطينة                             | 3–1   | المحرق           |
| ---------------------------------------- | ----- | ---------------- |
| - جابوت 39' - أمقران 85' - بلقاسمي 90+4' | تقرير | - عبد اللطيف 51' |

| المحرق                       | 2–0   | شباب قسنطينة |
| ---------------------------- | ----- | ------------ |
| - تياغو 45+5' - فرنانديز 80' | تقرير |              |

تأهل المحرق البحريني على حساب شباب قسنطينة الجزائري بتفوقه عليه بالأهداف الخارجية بعد تعادلهما في مجموع المبارتين 3–3.
| الاتحاد                                       | 3–0   | العهد |
| --------------------------------------------- | ----- | ----- |
| - رومارينيو 14' - دا كوستا 28' - بريوفيتش 38' | تقرير |       |

| العهد | 0–0   | الاتحاد |
| ----- | ----- | ------- |
|       | تقرير |         |

تأهل الاتحاد السعودي على حساب العهد اللبناني بعد تفوقه عليه في مجموع المبارتين 3–0.

### الدور الثاني
| الفريق الأول     | إجم.      | الفريق الثاني   | مباراة الذهاب | مباراة الإياب |
| ---------------- | --------- | --------------- | ------------- | ------------- |
| القوة الجوية     | 0–0 (2–4) | مولودية الجزائر | 0–0           | 0–0           |
| الاتحاد السكندري | 3–0       | المحرق          | 2–0           | 1–0           |
| الشباب           | 2–1       | شباب الأردن     | 1–0           | 1–1           |
| الرجاء الرياضي   | 5–5 (أ.خ) | الوداد الرياضي  | 1–1           | 4–4           |
| نواذيبو          | 0–6       | الشرطة          | 0–1           | 0–5           |
| الإسماعيلي       | 4–0       | الجزيرة         | 2–0           | 2–0           |
| أولمبيك أسفي     | 2–2 (4–2) | الترجي التونسي  | 1–1           | 1–1           |
| الوصل            | 1–4       | الاتحاد         | 1–2           | 0–2           |

| القوة الجوية | 0–0   | مولودية الجزائر |
| ------------ | ----- | --------------- |
|              | تقرير |                 |

| مولودية الجزائر | 0–0   | القوة الجوية                |
| --------------- | ----- | --------------------------- |
|                 | تقرير |                             |
| ركلات الترجيح   |       |                             |
|                 | 4–2   | - عبود - بايش - نصيف - كرار |

تأهل مولودية الجزائر على حساب القوة الجوية العراقي بعد تفوقه عليه بضربات الجزاء الترجيحية 4–2 بعد تعادلهما في مجموع المبارتين 0–0.
| الاتحاد السكندري       | 2–0   | المحرق |
| ---------------------- | ----- | ------ |
| - رفعت 45+2' - قمر 66' | تقرير |        |

| المحرق | 0–1   | الاتحاد السكندري |
| ------ | ----- | ---------------- |
|        | تقرير | قمر 73'          |

تأهل الاتحاد السكندري المصري على حساب المحرق البحريني بتفوقه عليه في مجموع المبارتين 3–0.
| الشباب    | 1–0   | شباب الأردن |
| --------- | ----- | ----------- |
| فلاته 90' | تقرير |             |

| شباب الأردن | 1–1   | الشباب        |
| ----------- | ----- | ------------- |
| جمال 78'    | تقرير | بن العمري 86' |

تأهل الشباب السعودي على حساب شباب الأردن بتفوقه عليه في مجموع المبارتين 2–1.
| الرجاء الرياضي | 1–1   | الوداد الرياضي |
| -------------- | ----- | -------------- |
| نغوما 48'      | تقرير | الحداد 33'     |

| الوداد الرياضي                                               | 4–4   | الرجاء الرياضي                                               |
| ------------------------------------------------------------ | ----- | ------------------------------------------------------------ |
| - الناهيري 13' (ركلة.) - الحسوني 55' - الكعبي 57' - أووك 71' | تقرير | - متولي 49' (ركلة.)، 88' (ركلة.) - أحداد 74' - مالانغو 90+4' |

تأهل الرجاء الرياضي المغربي على حساب الوداد الرياضي المغربي بتفوقه عليه بالأهداف الخارجية بعد تعادلهما في مجموع المبارتين 5–5.
| نواذيبو | 0–1   | الشرطة         |
| ------- | ----- | -------------- |
|         | تقرير | عبد الزهرة 56' |

| الشرطة                               | 5–0   | نواذيبو |
| ------------------------------------ | ----- | ------- |
| - عطوان 8'، 34'، 38' - صباح 12'، 50' | تقرير |         |

تأهل الشرطة العراقي على حساب نواذيبو الموريتاني بتفوقه عليه في مجموع المبارتين 6–0.
| الإسماعيلي       | 2–0   | الجزيرة |
| ---------------- | ----- | ------- |
| شيلونغو 40'، 64' | تقرير |         |

| الجزيرة | 0–2   | الإسماعيلي              |
| ------- | ----- | ----------------------- |
|         | تقرير | - طارق 87' - مرسي 90+3' |

تأهل الإسماعيلي المصري بعد تفوقه على الجزيرة الإماراتي في مجموع المبارتين 4–0.
| أولمبيك أسفي | 1–1   | الترجي الرياضي |
| ------------ | ----- | -------------- |
| المرابط 85'  | تقرير | الهوني 33'     |

| الترجي الرياضي | 1–1   | أولمبيك أسفي |
| -------------- | ----- | ------------ |
| بونسو 52'      | تقرير | معاوي 20'    |

تأهل أولمبيك أسفي المغربي على حساب الترجي التونسي بعد تفوقه عليه بضربات الجزاء الترجيحية 4–2 بعد تعادلهما في مجموع المبارتين 2–2.
| الوصل      | 1–2   | الاتحاد              |
| ---------- | ----- | -------------------- |
| سواريز 52' | تقرير | رومارينيو 24'، 90+2' |

| الاتحاد                                | 2–0   | الوصل |
| -------------------------------------- | ----- | ----- |
| - بريوفيتش 29' (ركلة.) - رومارينيو 55' | تقرير |       |

تأهل الاتحاد السعودي على حساب الوصل الإماراتي بعد تفوقه عليه في مجموع المبارتين 4–1.

### ربع النهائي
| الفريق الأول     | إجم.      | الفريق الثاني  | مباراة الذهاب | مباراة الإياب |
| ---------------- | --------- | -------------- | ------------- | ------------- |
| الشباب           | 7–0       | الشرطة         | 6–0           | 1–0           |
| الاتحاد          | 2–1       | أولمبيك أسفي   | 1–1           | 1–0           |
| الاتحاد السكندري | 0–1       | الإسماعيلي     | 0–1           | 0–0           |
| مولودية الجزائر  | 2–2 (أ.خ) | الرجاء الرياضي | 1–2           | 1–0           |

| الشباب                                                     | 6–0   | الشرطة |
| ---------------------------------------------------------- | ----- | ------ |
| - أسبريلا 6'، 8'، 44' - سيبا 19' (ركلة.)، 72' - خوانكا 22' | تقرير |        |

| الشرطة | 0–1   | الشباب     |
| ------ | ----- | ---------- |
|        | تقرير | خوانكا 89' |

تأهل الشباب السعودي على حساب الشرطة العراقي بعد تفوقه عليه في مجموع المبارتين 7–0.
| الاتحاد     | 1–1   | أولمبيك آسفي |
| ----------- | ----- | ------------ |
| المالكي 46' | تقرير | الكعداوي 28' |

| أولمبيك أسفي | 0–1   | الاتحاد       |
| ------------ | ----- | ------------- |
|              | تقرير | رومارينيو 49' |

تأهل الاتحاد السعودي على حساب أولمبيك أسفي المغربي بعد تفوقه عليه في مجموع المبارتين 1–2.
| الاتحاد السكندري | 0–1   | الإسماعيلي   |
| ---------------- | ----- | ------------ |
|                  | تقرير | - الشامي 33' |

| الإسماعيلي | 0–0   | الاتحاد السكندري |
| ---------- | ----- | ---------------- |
|            | تقرير |                  |

تأهل الإسماعيلي المصري على حساب الاتحاد السكندري المصري بعد تفوقه عليه في مجموع المبارتين 1–0.
| مولودية الجزائر | 1–2   | الرجاء الرياضي                    |
| --------------- | ----- | --------------------------------- |
| فريوي 28'       | تقرير | - متولي 58' (ركلة.) - مالانغو 82' |

| الرجاء الرياضي | 0–1   | مولودية الجزائر   |
| -------------- | ----- | ----------------- |
|                | تقرير | فريوي 42' (ركلة.) |

تأهل الرجاء الرياضي المغربي على حساب مولودية الجزائر بتفوقه عليه بالأهداف الخارجية بعد تعادلهما في مجموع المبارتين 2–2.

### نصف النهائي
| الفريق الأول | إجم. | الفريق الثاني  | مباراة الذهاب | مباراة الإياب |
| ------------ | ---- | -------------- | ------------- | ------------- |
| الشباب       | 3–4  | الاتحاد        | 2–2           | 1–2           |
| الإسماعيلي   | 1–3  | الرجاء الرياضي | 1–0           | 0–3           |

| الشباب                       | 2–2   | الاتحاد                        |
| ---------------------------- | ----- | ------------------------------ |
| - خوانكا 49' - ليشنوفسكي 79' | تقرير | - رومارينيو 11' - رودريغيس 82' |

| الاتحاد                          | 2–1   | الشباب       |
| -------------------------------- | ----- | ------------ |
| - رومارينيو 74' - بريوفيتش 90+2' | تقرير | - مارتينز 1' |

تأهل الاتحاد السعودي على حساب الشباب السعودي بعد تفوقه عليه في مجموع المبارتين 4–3.
| الإسماعيلي          | 1–0   | الرجاء الرياضي |
| ------------------- | ----- | -------------- |
| بن يوسف 52' (ركلة.) | تقرير |                |

| الرجاء الرياضي                                 | 3–0   | الإسماعيلي |
| ---------------------------------------------- | ----- | ---------- |
| - متولي 60' (ركلة.) - مالانغو 67' - بنحليب 86' | تقرير |            |

تأهل الرجاء الرياضي المغربي على حساب الإسماعيلي المصري بعد تفوقه عليه في مجموع المبارتين 3–1.

### النهائي
| الاتحاد                                              | 4–4   | الرجاء الرياضي                                    |
| ---------------------------------------------------- | ----- | ------------------------------------------------- |
| - هنريك 4' - رومارينيو 29' (ركلة.)، 53'، 64' (ركلة.) | تقرير | - الحداد 5' - بنحليب 13' - الوردي 37' - رحيمي 50' |
| ركلات الترجيح                                        |       |                                                   |
| - هنريك - رومارينيو - كورونادو - المولد - المالكي    | 3–4   | - رحيمي - زريدة - مذكور - الحافيظي - العرجون      |

توج الرجاء الرياضي المغربي باللقب بعد تغلبه على الاتحاد السعودي بركلات الترجيح 4–3، بعد نهاية الوقت الأصلي بالتعادل 4–4.

## البطل
| كأس العرب للأندية الأبطال 2019–20 |
| --------------------------------- |
| المغرب                            |
| نادي الرجاء الرياضي ثاني لقب      |